# Eucrostes indigenata
Eucrostes indigenata är en fjärilsart som beskrevs av De Villers 1789. Eucrostes indigenata ingår i släktet Eucrostes och familjen mätare. Inga underarter finns listade i Catalogue of Life.